# Elva (Italia)
Elva es una localidad y comune italiana de la provincia de Cuneo, región de Piamonte, con 103 habitantes.

## Evolución demográfica
| Gráfica de evolución demográfica de Elva entre 1861 y 2001 |
|                                                            |
| Fuente ISTAT - elaboración gráfica de Wikipedia            |